# Người đến từ Triều Châu
Người đến từ Triều Châu (chữ Hán: 我來自潮州, tiếng Anh: The Pride of Chaozhou) là một bộ phim truyền hình dài 45 tập sản xuất bởi hãng truyền hình Hồng Kông Asia Television vào năm 1997.
Bộ phim được biết đến vì mô tả nền văn hóa độc đáo của người Tiều. Nó cũng được coi như tác phẩm bán tiểu sử về Lâm Bách Hân (林百欣 Lim Por-yen), ông chủ và là CEO của Asia Television khi ấy - là một người Triều Châu bản địa, bởi vậy bộ phim được tái phát sóng sau cái chết của ông Lâm.

## Cốt truyện phim
Mở đầu là bối cảnh phim tại Triều Châu, Quảng Đông những năm 40 khi Trung Quốc kháng Nhật và nội chiến Quốc dân đảng và đảng cộng sản Trung Quốc.
Trịnh Sâm là con trai thương gia giàu có Trịnh Thừa Tông ở Triều Châu. Sau đó cha của Trịnh Sâm bệnh nặng ở Hồng Kông, Trịnh Sâm cùng đồng hương Châu Nhuận, Lý Nãi Cường đến Hồng Kông. Cha Trịnh Sâm bệnh nặng qua đời, 3 người lưu lại Hồng Kông mưu sinh. Trịnh Sâm cùng vợ là Giang Sảnh Như trở thành ông trùm ngành may mặc, Lý Nãi Cường trở thành thám trưởng nổi tiếng, Châu Nhuận dựa vào tay nghề nấu nướng các món Triều Châu mà trở thành ông chủ một tập đoàn kinh doanh món Triều Châu nổi tiếng ở Hồng Kông.

## Nhạc phim
Ca khúc chủ đề của bộ phim là bài "胜利双手创" (Hai tay giành lấy thắng lợi) do Diệp Chấn Đường thể hiện, rất quen thuộc với thính giả Việt Nam, được đặt lời Việt với tựa "Người đến từ Triều Châu", nhiều phiên bản, từng được nhiều ca sỹ Việt Nam thể hiện như Quang Linh, Trường Vũ, Ngọc Sơn.
Bộ phim còn một ca khúc khác nữa là "缘分是天意" (Duyên phận là ý trời) do Diệp Chấn Đường và Điền Nhị Ni thể hiện,

### Lời bài hát

#### Bản 1
Nghìn trùng xa ai còn vấn vương sông hồ
Mà nơi đây, bỗng dừng bước phiêu du
Ở đây có bếp lửa hồng,
Và nơi đây có mối duyên nồng
Cũng nơi đây em đang chờ anh xây mộng kết tơ.
Ngày anh đến ấm lại mùa đông giá lạnh mịt mờ
Ngày anh đến cánh hoa vườn em ngát hương
Sẽ không còn những u buồn,
Chúng mình mãi gắn bó suốt đời nhau
Ngày anh đến với em, gió cũng hát lao xao
Cùng đàn én trong vườn xuân.

#### Bản 2
Dù đi đến nơi nào vẫn nhớ quê nhà
Định mệnh kia không làm bối rối lòng ta
Nào ta hãy nắm tay nhau,
Và ung dung đi trong cuộc đời
Đầy sương gió chẳng chút lo lắng khi mình có nhau.
Đường ta đi gian nan từng bước vẫn đi hiên ngang
Và trong trái tim ta mặt trời sáng soi
Dám yêu, dám liều, dám vượt hết tất cả để thành công
Lòng ta chẳng đổi thay, phía trước quyết tiến lên
Muôn đời xứng danh Triều Châu.